# McKinleys (album)
McKinleys er McKinleys andet album, som udkom i 1977 på forlaget Stuk.

## Nummerliste
1. "Elenore"
2. "Out Of The Blue"
3. "Working My Way Back"
4. "Funky Street"
5. "Funny How Love Can Be"
6. "Cherry, Cherry"
7. "When The Boogie"
8. "Beggin'"
9. "Dirty Tricks"
10. "All The Best"
11. "What A Life"
12. "Stranger On The Shore"